# Облога Стародуба (1535)
Облога Стародуба (30 липня — 29 серпня 1535 р.) — епізод Стародубської війни (1534—1537). 29 серпня 1535 року після місячної облоги війська Великого князівства Литовського захопили Стародуб під час війни між Московською державою та Великим князівством Литовським, Руським і Жемайтським, раніше захопленим Москвою в 1503 році.

## Передумови
В ході кампанії 1534 року литовці вже облягали Стародуб, однак ця спроба була безрезультатною. У відповідь московські сили взимку 1535 року здійснили кілька рейдів вглиб Литви, доходячи до Вільна і Новогрудка. Після цього Литві довелося звернутися за військовою допомогою до Польщі. У літню кампанію 1535 року польські і литовські війська на чолі з Яном Тарновським і Юрієм Радзивіллом вирішили не йти на добре укріплений Смоленськ і завдали удару на південному напрямку. Звільнивши 16 липня Гомель, вони через 15 днів підійшли до Стародуба. Одночасно союзні з Литвою кримські татари напали на Рязанську землю, відтягнувши на себе деякі сили Московської держави.

## Хід битви
Облогою керував майбутній засновник міста Тернополя — Ян Тарновський. Стародубський гарнізон під командуванням князя Федора Телепнєва-Оболенського відбив кілька нападів, перш ніж польсько-литовські війська підірвали частину стіни. Гарнізон відбив ще 2 напади, але місто було взяте.

## Мінування
Стародубська міна (в старому значенні підкопу з установленням вибухівки) вважається першим успішним досвідом мінування, здійсненим русько-польським військом. Крім впливу на дух захисників, наслідки вибуху були катастрофічними і для дерево-земляних укріплень, старомодних у порівнянні з кам'яними.
Московський літопис так описав подію: чаклуни підійшли до замку, підрилися, посипали поганою травою, підпалили її, і сильний грім розірвав стіну.

## Розправа над московитами
Після захоплення міста Тарновський наказав стратити уцілілих захисників. За деякими даними загинуло 13000 чоловік. Знатних московитів не вбивали, а брали в полон. Телепнєв-Оболенський і князі Сицькі також потрапили у полон. Пізніше про це масове вбивство московитів бідкався Іван IV Грозний на переговорах з литовськими послами.
Російські історики називають ці події «різаниною». За словами історика Крома, жорстокість Я. Тарновського виділялася з тодішньої практики. Польські історики говорять про військову доцільність знищення московитських військових.

## Наслідки
Після Стародуба військо Великого князівства Литовського, Руського і Жемайтського захопило Почеп, спалений гарнізоном після відступу, і Радогощ і опанувало практично всією Сіверською землею. Однак втримати її Велике князівство Литовське не змогло. Московська держава, оговтавшись від поразок 1535 року, у квітні-червні наступного року відбудувала Стародуб.